# بسمة الجندلي
بسمة الجندلي هي صحفية سورية ولدت بمدينة سان بطرسبرج الروسية في الثلاثين من أغسطس عام 1977، لعائلة مسلمة سنية تتكون من ثلاث شقيقات وشقيق واحد، وكان والدها حسن الجندلي ضابطًا برتبة لواء في الجيش السوري، وهي أيضًا ابنة عم رجل الأعمال الأمريكي الراحل ستيف جوبز، والروائية السورية منى سيمبسون، والموسيقي مالك جندلي. ولا تزال هي وعمها عبد الفتاح الجندلي والد ستيف جوبز على اتصال ببعضهما البعض.

## مسيرتها المهنية
بدأت بسمة الجندلي عملها الصحفي كصحفية مختصة بالمجتمع والجريمة في جريدة غلف نيوز الإنجليزية، التي يقع مقرها في الإمارات العربية المتحدة، وأجرت للجريدة عددًا من التقارير والتحقيقات الصحفية كان من اهمها تحقيقًا يفضح مواطنة أمريكية تدعى شارلا مصبح كانت تدير شبكة للإتجار بالبشر تحت مسمى أنها منظمة غير حكومية لحقوق المرأة في الإمارات العربية المتحدة، حيث كانت شارلا تستقبل في ملجأها أطفالًا صغارًا بزعم مساعدتهم، ثم تبيعهم للعمل في الدعارة، كما نشرت بسمة في 31 أكتوبر (تشرين الأول) عام 2006 أول مقال حول عقوبة الإعدام في الإمارات العربية المتحدة.
تركت بسمة الجندلي العمل في جريدة غلف نيوز في عام 2015، وانضمت إلى الإدارة العامة للإقامة وشؤون الأجانب في دبي كصحفية أولى ومحررة ومطوّرة محتوى باللجنة الدائمة لشؤون العمال في حكومة دبي، ثم تركت العمل بها أيضًا في عام 2017.

### أهم المحطات
- رشّحت وزارة الخارجية الإماراتية بسمة الجندلي عام 2009 للمشاركة في برنامج الزائر الدولي حول دور المرأة الفعال في وسائل الإعلام في الولايات المتحدة الأمريكية. وأثناء وجودها بالولايات المتحدة الأمريكية كتبت بسمة الجندلي مقالاً عن تجربة المرأة المسلمة في الولايات المتحدة الأمريكية.[9]

- دُعيت بسمة الجندلي في عام 2010 لمرافقة رئيس المجلس الوطني الاتحادي لدولة الإمارات العربية المتحدة لتغطية رحلته إلى الجزائر، والتي جرت خلالها مباحثات بين الإمارات والجزائر تهدف إلى تعزيز التعاون المشترك بين البلدين.[10]

- أجرت بسمة الجندلي في عام 2013 مقابلة مع حاكم إمارة عجمان الشيخ حميد بن راشد النعيمي، وركزت المقابلة على التعليم وأهميته.[11]
- دعيت بسمة الجندلي في عام 2014 لتغطية زيارة وفد رسمي من غرفة تجارة إمارة دبي إلى كردستان لافتتاح مكتب تمثيلي لها في إقليم كردستان.[12]

## اعتقالها
كانت بسمة الجندلي متجهة في رحلة عمل رسمية إلى اليونان عندما قامت الشرطة بتوقيفها في مطار دبي الدولي، واحتُجزت بناءًا على مذكرة توقيف صدرت بحقها من شرطة إمارة الشارقة بسبب مقال كتبته عن رجل كان يقتل النساء في إمارة الشارقة، ثم تدخل سيف بن زايد آل نهيان وزير داخلية الإمارات العربية المتحدة في ذلك الوقت، وأصدر أمرًا بالإفراج الفوري عنها مطالبا من الشرطة الإماراتية بإعادة التفكير في سياساتها في التعامل مع وسائل الإعلام والصحافة، فإطلق سراح بسمة على الفور، وتم إسقاط القضية المرفوعة ضدها، ممّا أكد على حرية التعبير في الإمارات العربية المتحدة.
كانت قضية بسمة الجندلي قد اكتسبت اهتمامًا دوليًّا كبيرًا من وسائل الإعلام الدولية، وورد أمر الاعتقال في التقرير القطري لوزارة الخارجية الأمريكية حول ممارسات حقوق الإنسان بمنطقة الشرق الأوسط، كما كتبت لجنة حماية الصحفيين مقالاً بشأن الاعتقال، ثم عبرت المديرة التنفيذية للجنة حماية الصحفيين آن كوبر فور قرار تبرئتها عن ارتياحها لإطلاق سراح بسمة الجندلي.